# Диво-жінка 1984
«Диво-жінка 1984» (англ. Wonder Woman 1984; скорочено «WW84») — американський супергеройський фільм на основі коміксів DC про Диво-жінку. Він є продовженням фільму 2017 року — «Диво-жінка» і дев'ятим фільмом розширеного всесвіту DC. Режисеркою фільму виступила Петті Дженкінс. Головну роль виконала Галь Гадот, а Кріс Пайн, Крістен Віг і Педро Паскаль зіграли другорядних персонажів. Це четвертий художній фільм за участю персонажа, який слідує за фільмами «Бетмен проти Супермена: На зорі справедливості» (2016), «Диво-жінка» (2017) і «Ліга справедливості» (2017), а також — другий повнометражний фільм про Диво-жінку.
В інститут, де працює Діана Прінс, потрапляє колекція контрабандних артефактів, серед яких є камінь бажань, виготовлений в прадавню епоху богом обману і підступності Долосом. Не знаючи, що він справді виконує бажання, Діана повертає до життя свого коханого, а її колега Барбара отримує суперздібності, рівні силі самої Діани. Проте камінь підступний, як і його творець, — в обмін він починає відбирати сили у Діани і доброту та чуйність у Барбари Мінерви, перетворюючи ту на ворога Диво-жінки — Гепарду, котра стає на захист бізнесмена Максвелла Лорда, що хоче здобути успіх, виконавши бажання всіх людей на Землі.
Основні зйомки розпочалися 13 червня 2018 року, зйомки пройшли у Великій Британії, а також в окрузі Колумбія і Північній Вірджинії в Сполучених Штатах та на островах Тенерифе і Фуертевентура в Іспанії. Прем'єра фільму в Україні відбулася 16 грудня 2020 року.

## Синопсис
Фільм починається спогадом Діани про дитинство. В Феміскірі вона брала участь у змаганні з іншими, старшими, амазонками. Бачачи, що програє в перегонах з перешкодами, Діана наважилася знехтувати настановою королеви Іполіти й скоротити шлях. За це Діану дискваліфікували. Її тітка дала урок, що важлива не тільки перемога, а й чесність, а поки Діана надто юна і повинна тренуватися; тоді вона, можливо, колись стане гідною носити обладунки легендарної воїтельки Астерії.
У 1984 році, Діана працює старшим антропологом в Смітсонівському інституті Вашингтону. Одного разу до торгово-розважального центру прокрадаються грабіжники, щоб викрасти з антикварної крамниці історичні цінності. Грабіжник бере в заручниці дівчинку, погрожуючи скинути її з висоти, але Діана рятує дитину, поставши в образі Диво-жінки, та знешкоджує злочинців. Журналісти цікавляться хто це була, але розкрити особу рятівниці не вдається. Згодом Діана зустрічає нову співробітницю інституту, Барбару Енн Мінерву, найняту ФБР для дослідження низки артефактів. Барбара невпевнена в собі та незграбна, натомість чудово знається на гемології. Вона звертає увагу на цитрин з підписом про те, що він виконує бажання.
Зазнавши ввечері нападу незнайомця, від якого рятує Діана, Барбара бажає стати такою ж, як і Діана. Наступного ранку вона виявляє, що стала дуже приваблива та спритна. В цей час Максвелл Лорд відкриває кооператив «Чорне золото», де співробітниками можуть бути пересічні люди, придбаний за продажі землі з нафтовими родовищами. Він відвідує Смітсонівський інститут у пошуках каменя, здатного виконувати бажання тієї людини, що торкнулася його. Максвелл обирає Діану своєю консультанткою. Потім він свариться з діловим партнером Саймоном Стеґом, який вважає Максвелла аферистом через збитки, адже родовища нафти вичерпані. Саймон дає два дні аби повернути позичені кошти. Максвелл обіцяє своєму малому синові Алістерові, що досягне успіху і син ним пишатиметься.
Максвелл зустрічає Діану на вечірці в інституті, потім вони заходять в її кабінет, де Максвелл помічає камінь і потай викрадає його. Діана несподівано зустрічає свого загиблого коханого Стіва, котрий не може пояснити як воскрес. Він розповідає як знайшов Діану та дещо спантеличений тим, як змінився світ. У цей час Максвелл бажає «стати каменем» — і отримує здібність виконувати бажання всіх людей, а натомість забирати щось в них . Він хитрощами змушує Саймона торкнутися до себе й передати бізнес і в результаті Саймона заарештовують за фінансові махінації, а Максвелл стає його наступником. Потім у вичерпаних нафтових свердловинах на придбаній Максвеллом землі виявляється повно нафти, тож ціна на землю стрімко зростає і її бажають купити. Втім, Максвелла починає мучити хвороба, що прогресує, коли він не виконує бажань.
Барбара зауважує, що здобула величезну силу. Діана ж проводить Стіву екскурсію, знайомлячи з сучасними мистецтвом і досягненнями техніки. Барбара зізнається Діані, що Максвелл узяв камінь. Стів знаходить новини про стрімкий успіх Максвелла, надто великий аби бути чесним. Прочитавши напис на внутрішньому оздобленні каменю, Діана розуміє з цього, що його було створено богами і напис про здійснення бажань правдивий. Максвелл вирушає в Каїр, тому Стів викрадає літак і летить з Діаною в Африку. Згадавши про радари, Діана користується магією Феміскіри, щоб приховати літак, і не підозрює, що це камінь виконав її бажання. Барбара ж зустрічає чоловіка, котрий раніше напав на неї та нещадно б'є його.
Максвелл прибуває в Каїр, де зустрічається з еміром Саїдом. Той ділиться своїм бажанням повернути велич своєї династії і щоб язичники не зазіхали на його володіння. Максвелл обіцяє виконати це в обмін на нафту, і Саїд отримує бажані території, проте обнесені суцільною високою стіною. Коли бізнесмен каже, що забирає його нафту, емір насміхається над ним і каже, що він продав свою нафту Саудитам. Тоді Максвелл забирає усю його охорону. Невдовзі Лорд скуповує половину світових запасів нафти, що спричиняє дефіцит пального.
Діана зі Стівом, прямуючи до Каїра, бачать приготування до війни, спричинені виконанням бажання Саїда. Одягнувши костюм Диво-жінки, Діана рятує дітей місцевих жителів і збиває ракету. Проте вона виявляє, що стала слабшати. Зателефонувавши Барбарі, Діана встановлює, що скрізь, де з'являвся камінь, цивілізації занепадали. Діана зі Стівом повертається в США і знаходить з Барбарою індіанського шамана, нащадка майя. Від нього вони дізнаються, що камінь було створено богом обману Долосом Мендаціусом. Камінь виконує бажання, але в обмін забирає найцінніше в того, чиє бажання він виконав (за принципом Мавп'ячої лапки). Скасувати дію каменю можливо тільки відмовившись від бажання, чи знищивши камінь. Але позаяк Максвелл сам отримав силу каменя, його буде аморально вбити.
Максвелл, виконуючи бажання в обмін на все нові багатства та здоров'я, забуває про сина. Коли той хоче побачитися з батьком, Максвелл радить йому бажати успіху й багатства, хоча хлопчик бажає лише проводити більше часу з ним. У місті настає хаос, бо бажання тих, хто спілкувався з Максвеллом, не завжди доречні. Так, хтось бажає ферму і вона з'являється посеред парку. Стів розуміє, що воскрес через бажання Діани і вона віддає за продовження його життя власну божественну силу.
Коли Максвелл зустрічається з президентом, той бажає більше ядерної зброї. Тоді Максвелл забирає в нього його владу. Він довідується про систему супутникового мовлення; оскільки випромінюванням з супутника формально можна торкнутися всіх, їхні бажання здійсняться. Диво-жінка проривається в Білий дім аби зупинити Максвелла. Барбара об'єднує зусилля з ним, щоб її сила не зникла разом з виконувачем бажань. У поєдинку Діана виявляється слабшою й відступає, сказавши наостанок, що за привабливість і силу Барбара розплатилася добротою та чуйністю.
Між США та СРСР готується війна, хаос в місті зростає. Стів переконує Діану відмовитися від свого бажання, щоб вона повернула силу і змогла захистити людей. Диво-жінка відмовляється від свого бажання та вирушає навздогін за літаком з Максвеллом. В той час Барбара вже не бажає бути на когось схожою і хоче стати «верховною хижачкою». Максвелл дістається до телестудії, через супутник він звертається до всього людства. Бажання в усіх куточках Землі починають збуватися, але хтось не чекає цього одразу, хтось бажає смерті іншим тощо. Диво-жінка одягає крилаті обладунки легендарної амазонки Астерії, прямує до радіостанції і вступає у двобій з Барбарою, що стала напів-людиною, напів-гепардом. Після перемоги над Барбарою, Діана обплутує Максвелла своїм ласо правди, щоб звернутися до глядачів зі словами — неможливо здійснити мрію без зусиль. СРСР запускає ядерні ракети, і Діана спонукає Максвелла згадати про сина та відмовитися від свого бажання виконувати бажання інших. Все, виконане Максвеллом, зникає, він біжить на пошуки сина, знаходить його і визнає, що найбільше хотів бути з ним. Максвелл каже, що він невдаха, але Алістер відповідає, що любить його і без грошей чи влади.
За якийсь час взимку Діана зустрічає чоловіка, тілом якого раніше послуговувався при воскресінні Стів. В середині титрів вставлена сцена, де гірлянда випадково падає на дівчинку, але її рятує невідома жінка. Незнайомка представляється матері дитини як Астерія.

## Акторський склад
| Актор             | Роль                          |
| ----------------- | ----------------------------- |
| Галь Гадот        | Діана / Диво-жінка            |
| Лілі Аспель       | Діана (у дитинстві)           |
| Конні Нільсен     | Іпполіта                      |
| Робін Райт        | Антиопа                       |
| Кріс Пайн         | Стів Тревор                   |
| Крістоффер Полага | красень, тіло Стіва Тревора   |
| Крістен Віг       | Барбара Енн Мінерва / Гепарда |
| Педро Паскаль     | Максвел Лорд                  |
| Люсьєн Перес      | Алістер                       |
| Ґабріелла Вайлд   | Ракель                        |
| Амр Вакед         | емір Саїд бен Абідос          |
| Наташа Ротвелл    | Керол                         |
| Раві Патель       | Бабаджиде                     |
| Олівер Коттон     | Саймон Стеґ                   |
| Келвін Юй         | Джейк                         |
| Стюарт Мілліґан   | Президент США                 |
| Лінда Картер      | Астерія                       |

## Український дубляж
Дубляж виконано студією Postmodern на замовлення Kinomania.
- Переклад — Олег Колесніков
- Режисер дубляжу — Ганна Пащенко
- Звукорежисер — Андрій Славинський
- Звукорежисер міксу — Юрій Антонов
- Координатор проекту — Олександра Небогатикова
- Ролі дублювали:
  - Діана / Диво-жінка — Наталя Романько-Кисельова
  - Барбара Енн Мінерва / Гепарда — Світлана Шекера
  - Максвел Лорд — Роман Чорний
  - Стів Тревор — Іван Розін
  - Діана у дитинстві — Єлизавета Кокшайкіна
  - Алістер — Олексій Сморігін
  - Антиопа — Лариса Руснак
  - Іпполіта — Ольга Радчук
  - Грабіжник — Борис Георгієвський
  - Керол — Олена Узлюк
  - Саймон Стеґ — Юрій Висоцький
  - Ракель — Кристина Вижу
  - Стів Тревор/красень — Денис Жупник
  - Емір Саїд бен Абідос — Михайло Кришталь
  - П'яний — Володимир Терещук
  - Порепаний — В'ячеслав Дудко
  - Президент США — Володимир Кокотунов
  - Астерія — Людмила Ардельян
  - А також: Максим Кондратюк, Євгеній Лісничий, Дмитро Нежельський, Дмитро Рассказов, Андрій Корженівський та інші.

## Виробництво

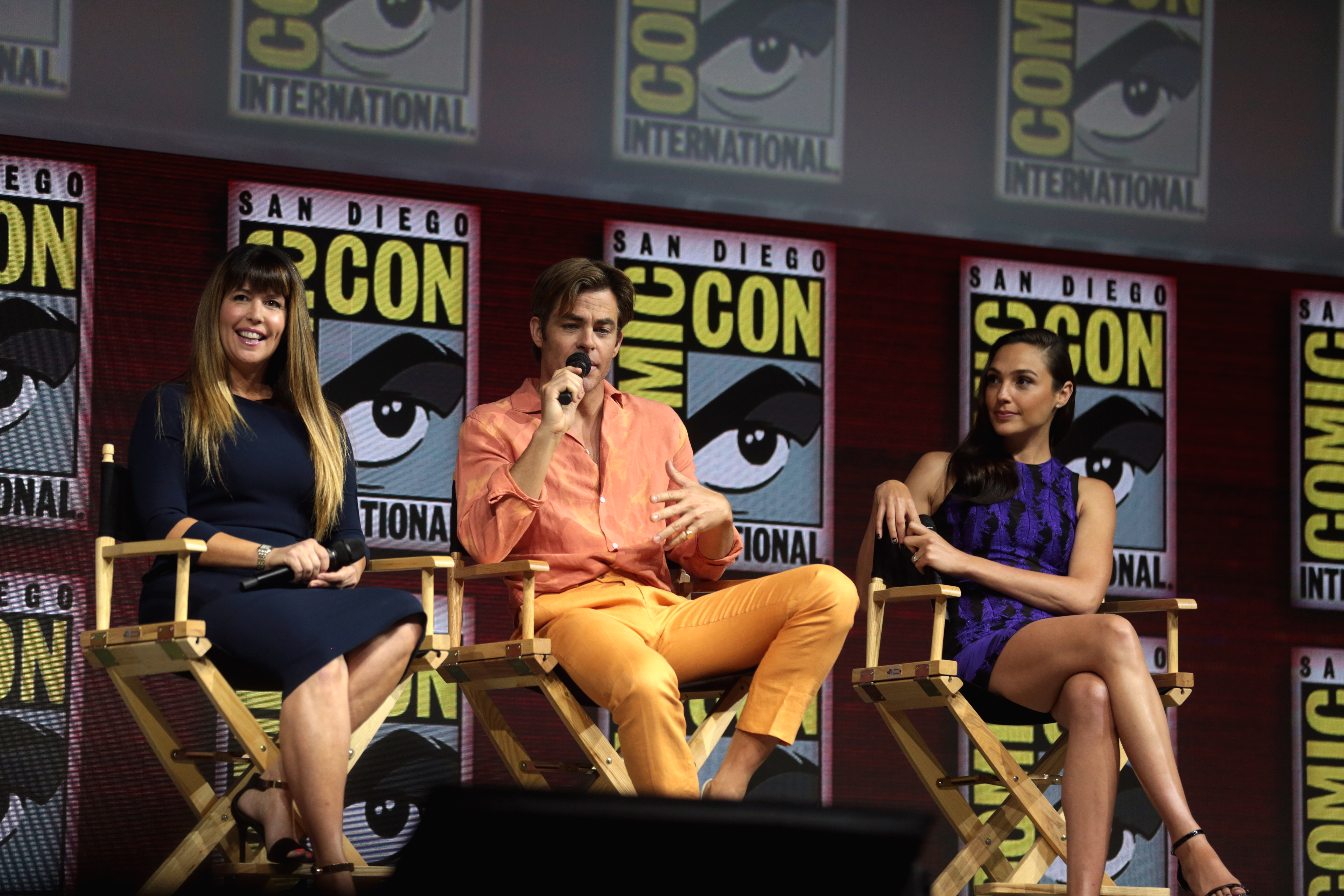
Петті Дженкінс, Кріс Пайн і Галь Гадот представляють «Диво-жінку 1984» на San Diego Comic-Con International в 2018 році

### Розробка
Галь Гадот, яка була спочатку підписана на три художні фільми за участі її героя — Диво-жінки, продовжила свій контракт. Режисер першого фільму, Петті Дженкінс, яка була спочатку підписана тільки на один фільм, висловила зацікавленість у поверненні до зйомок прямого продовження.
У червні 2017 року, в інтерв'ю Variety, автор коміксів Джефф Джонс повідомив, що він разом з Дженкінс почав писати сценарій до сиквелу «Диво-жінки» і, що у нього є «крута ідея для другого фільму». Виступаючи на конференції присвяченій жінкам в кіно Дженкінс підтвердила, що вона дійсно буде знімати сиквел.
22 липня 2017 року на San Diego Comic-Con International, студія офіційно анонсувала продовження за участі Дженкінс у якості режисера, і назву продовження як «Диво-жінка 2».
У вересні 2017 року було офіційно підтверджено, що Дженкінс стане режисером сиквела. 13 вересня 2017 року стало відомо, що сценарист «Нестримних» Дейв Калагем приєднається до Дженкінс та Джонса, які вже працювали над сценарієм протягом декількох місяців.
28 лютого 2018 року було повідомлено, що фільм буде знятий у форматі IMAX. 14 червня 2018 року була оголошена нова назва фільму — «Диво-жінка 1984». Деякі екшн-сцени будуть зняті на IMAX камери з розширеним співвідношеням сторін у відповідних кінотеатрах.

### Кастинг
У вересні 2017 року було підтверджено, що Галь Гадот повернеться до своєї ролі. 28 лютого 2018 року стало відомо, що Крістен Віг веде переговори зі студією на роль Гепарди з режисером Петті Дженкінс, що підтвердилося наступного місяця. 28 березня Педро Паскаль, який раніше вже грав у скасованому пілоті телевізійної адаптації «Диво-жінки» у 2011 році, отримав невідомому ключову роль.

### Зйомки
Основні зйомки почалися 13 червня 2018 року під робочою назвою «Чарівна година».

## Реліз
Планувалося, що Warner Bros. випустить фільм «Диво-жінка 1984» в RealD 3D і IMAX 3D 2 жовтня 2020 року. Попередня дата була встановлена на 13 грудня 2019, а згодом на 1 листопада 2019. В результаті в Україні фільм вийшов 16 грудня 2020 року. Цікаво, що в Україні фільм вийшов раніше, ніж в США чи Росії.